# Nyamyumba
Nyamyumba è un settore (imirenge) del Ruanda, parte della Provincia Occidentale e del distretto di Rubavu.